# سرگئی سابیانین
سرگئی سابیانین (روسی: Серге́й Семёнович Собя́нин؛ زادهٔ ۲۱ ژوئن ۱۹۵۸) مهندس و سیاست‌مدار اهل کشور اتحاد جماهیر سوسیالیستی شوروی سابق و روسیهٔ کنونی است. وی از سال ۲۰۱۰ تا ۲۰۱۳ شهردار مسکو بوده است.